# تیم ملی والیبال زنان بوسنی و هرزگوین
تیم ملی والیبال زنان بوسنی و هرزگوین (انگلیسی: Bosnia and Herzegovina women's national volleyball team) تیم ملی والیبال مختص زنان اهل بوسنی و هرزگوین است که به عنوان نماینده بوسنی و هرزگوین در رقابت‌های رسمی و دوستانه با حریفان به رقابت می‌پردازند.